# Stéphane Cassard
Pour les articles homonymes, voir Cassard.
Stéphane Cassard, né le 11 novembre 1972 à Montbéliard, est un footballeur français qui évoluait au poste de gardien de but avant de se reconvertir en tant qu'entraîneur des gardiens.

## Biographie
En 1994 il est retenu pour le quart de finale puis la demi-finale de l'Euro espoirs, mais reste sur le banc.
Stéphane Cassard est un joueur fort apprécié par les supporters strasbourgeois, en raison de son professionnalisme et de ses performances. Les supporters l'élisent fréquemment comme meilleur joueur du mois.
Le 5 juillet 2010, Stéphane Cassard annonce au président du Racing Club de Strasbourg, Jean-Claude Plessis et à l'entraîneur Laurent Fournier qu'il ne poursuivra pas l’aventure avec le Racing la saison suivante en National.
Le 18 août 2010, il annonce qu'il va s'engager pour une année avec l'US Boulogne, qui joue en Ligue 2 pour être la doublure de Florian Bague. À la fin de la saison 2010-2011, il annonce sa retraite sportive mais continue l'aventure boulonnaise en tant qu'entraineur des gardiens.
Début de saison 2013-2014, il signe pour 3 ans à Valenciennes en tant qu'entraineur des gardiens.
En juin 2014, il s'engage auprès de l'Olympique de Marseille pour devenir le nouvel entraîneur des gardiens. 
En juin 2019, à la suite de l'arrivée d'André Villas-Boas à la tête de l'équipe phocéenne, il est remplacé par Wil Coort.
Le 21 mai 2020, il intègre le staff du Racing Club de Strasbourg comme entraîneur des gardiens et remplace Jean-Yves Hours.
En juin 2024, il est nommé au poste d’entraîneur des gardiens du groupe professionnel de l'OGC Nice.

## Anecdotes
Stéphane Cassard a connu cinq relégations de Ligue 1 en Ligue 2 :
- Avec Sochaux en 1995
- Avec Montpellier en 2000
- Avec Troyes en 2003
- Avec Strasbourg en  2006 et 2008

## Palmarès
- Élu meilleur gardien de Ligue 1 par France Football en 2005
- Élu meilleur gardien de Ligue 2 en 2007

## Statistiques
- Ligue 1 : 247 matchs
- Ligue 2 : 229 matchs
- Coupe de France : 17 matchs
- Coupe de la Ligue : 17 matchs
- Coupe UEFA : 9 matchs
- Coupe Intertoto : 5 matchs